# Harney County
Harney County ist ein County im Bundesstaat Oregon der Vereinigten Staaten. Das U.S. Census Bureau hat bei der Volkszählung 2020 eine Einwohnerzahl von 7.495 ermittelt. Der Verwaltungssitz (County Seat) ist Burns.

## Geographie
Das County, welches das größte County Oregons ist, hat eine Fläche von 26.486 Quadratkilometern, wovon 239 Quadratkilometer (0,9 Prozent) Wasserfläche ist. Es liegt komplett in der Hochwüste von Oregon im Großen Becken.

## Geschichte
Das County wurde am 25. Februar 1889 gebildet und nach William S. Harney benannt. Harney war ein Kavallerieoffizier und diente unter anderem im Mexikanisch-Amerikanischen Krieg und in der Schlacht von Ash Hollow. Von 1856 bis 1860 kommandierte er das Department of Oregon der U.S. Army.
Sieben Bauwerke und Stätten des Countys sind im National Register of Historic Places (NRHP) eingetragen (Stand 9. Juni 2018).

## Demografische Daten

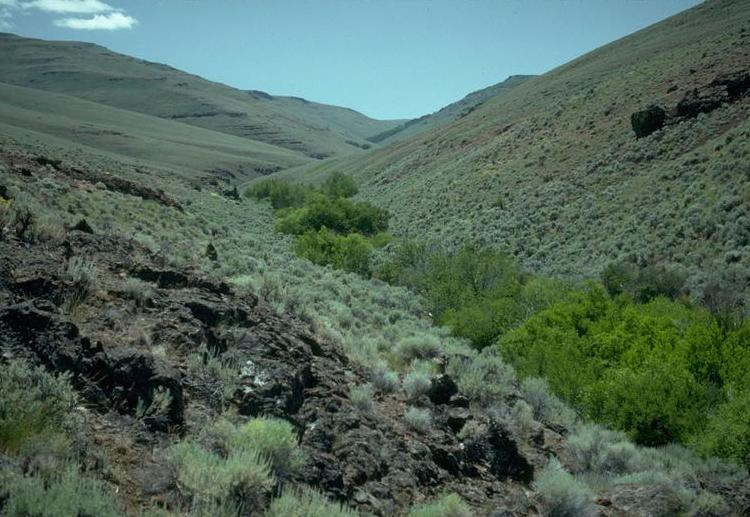
Oberlauf des Trout Creek

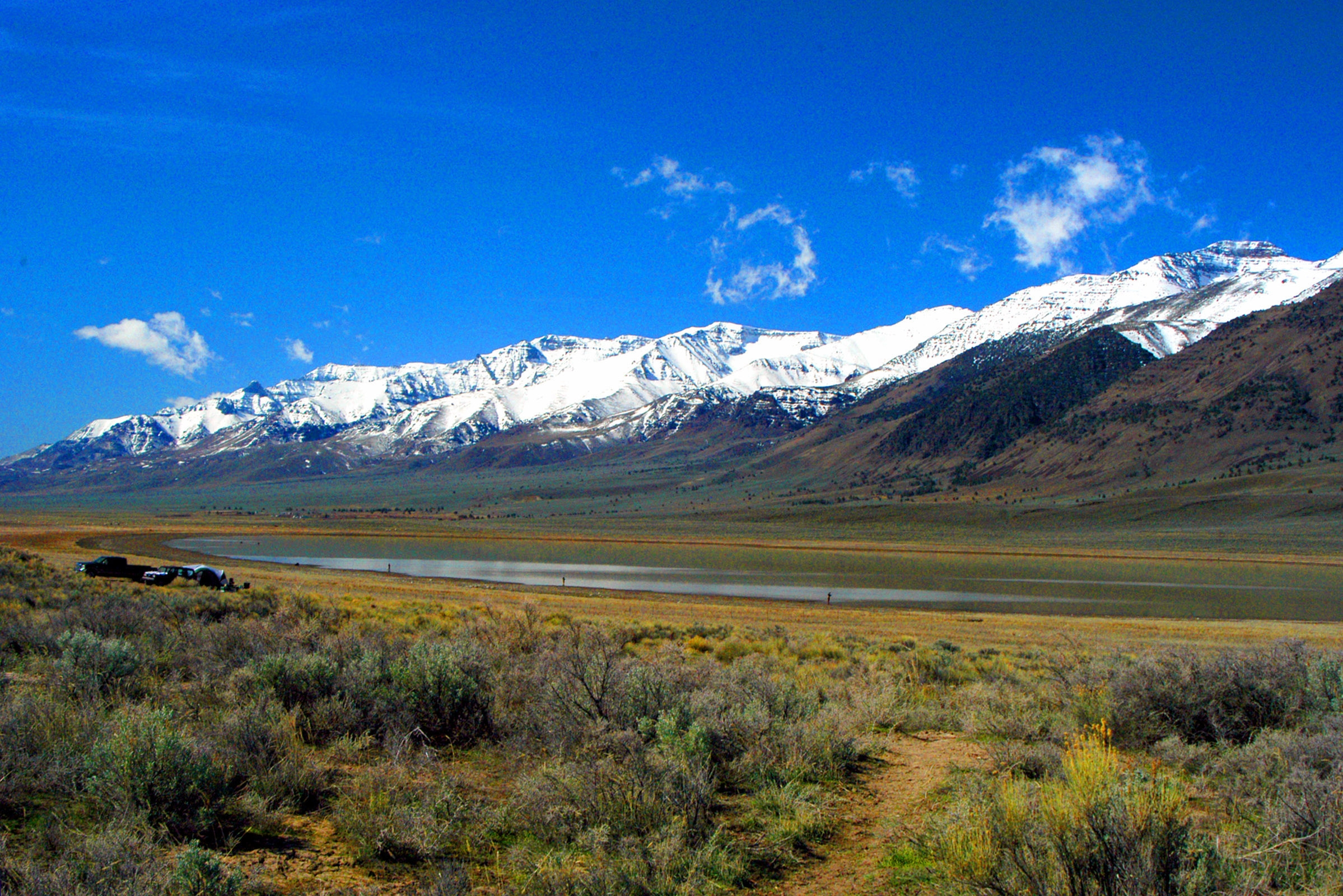
Der Steens Mountain

Nach der Volkszählung im Jahr 2000 lebten im County 7609 Menschen. Es gab 3036 Haushalte und 2094 Familien. Die Bevölkerungsdichte betrug weniger als 1 Einwohner pro Quadratkilometer. Ethnisch betrachtet setzte sich die Bevölkerung zusammen aus 91,93 % Weißen, 0,13 % Afroamerikanern, 3,97 % amerikanischen Ureinwohnern, 0,51 % Asiaten, 0,07 % Bewohnern aus dem pazifischen Inselraum und 1,30 % Prozent aus anderen ethnischen Gruppen; 2,09 % stammten von zwei oder mehr ethnischen Gruppen ab. 4,15 % der Bevölkerung waren spanischer oder lateinamerikanischer Abstammung.
Von den 3036 Haushalten hatten 29,40 % Kinder und Jugendliche unter 18 Jahre, die bei ihnen lebten. 58,00 % waren verheiratete, zusammenlebende Paare, 6,80 % waren allein erziehende Mütter. 31,00 % waren keine Familien. 25,90 % waren Singlehaushalte und in 10,20 % lebten Menschen im Alter von 65 Jahren oder darüber. Die Durchschnittshaushaltsgröße betrug 2,45 und die durchschnittliche Familiengröße lag bei 2,94 Personen.
Auf das gesamte County bezogen setzte sich die Bevölkerung zusammen aus 26,00 % Einwohnern unter 18 Jahren, 6,40 % zwischen 18 und 24 Jahren, 26,60 % zwischen 25 und 44 Jahren, 26,10 % zwischen 45 und 64 Jahren und 15,00 % waren 65 Jahre alt oder darüber. Das Durchschnittsalter betrug 40 Jahre. Auf 100 weibliche Personen kamen 102,90 männliche Personen, auf 100 Frauen im Alter ab 18 Jahren kamen statistisch 98,20 Männer.

Das jährliche Durchschnittseinkommen eines Haushalts betrug 30.957 USD, das Durchschnittseinkommen der Familien betrug 36.917 USD. Männer hatten ein Durchschnittseinkommen von 27.386 USD, Frauen 21.773 USD. Das Prokopfeinkommen betrug 16.159 USD. 11,80 % der Bevölkerung und 8,60 % der Familien lebten unterhalb der Armutsgrenze. 12,70 % davon waren unter 18 Jahre und 13,90 % waren 65 Jahre oder älter.